# Aegophagamyia remota
Aegophagamyia remota är en tvåvingeart som beskrevs av Austen 1912. Aegophagamyia remota ingår i släktet Aegophagamyia och familjen bromsar. Inga underarter finns listade i Catalogue of Life.